# Carlos Ortiz
Ne doit pas être confondu avec Carlos Ortiz Jiménez.
Carlos Ortiz est un boxeur portoricain né le 9 septembre 1936 à Ponce et mort le 13 juin 2022.

## Carrière
Carlos Ortiz remporte le titre vacant de champion du monde des poids super-légers le 12 juin 1959 en battant Kenny Lane par arrêt de l'arbitre à la 2e reprise. Après deux défenses victorieuses, il s'incline contre l'italien Duilio Loi le 1er septembre 1960.
Carlos Ortiz rebondit deux ans plus tard en poids légers en s'emparant des ceintures WBA & WBC aux dépens de Joe Brown; les perd le 10 avril 1965 face à Ismael Laguna mais gagne le combat revanche pour définitivement les céder le 29 juin 1968 contre Carlos Teo Cruz.

## Distinction
- Carlos Ortiz est membre de l'International Boxing Hall of Fame depuis 1991.